# Chatra (distrikt)
Chatra är ett distrikt i Indien.   Det ligger i delstaten Jharkhand, i den östra delen av landet, 900 km sydost om huvudstaden New Delhi.